# NGC 6984
NGC 6984 هي مجرة حلزونية تبعد حوالي 180 مليون سنة ضوئية تقع في كوكبة الهندي.
ومن المعروف أنها كانت تستضيف مستعرين أعظميين حديثين: أحدهما في عام 2012 يعرف أولا باسم SNhunt142 (سمي لاحقا 2012im)، وواحد في عام 2013 يعرف باسم 2013ek. الأول كان من نوع Ic والثاني كان من نوع Ib/c. بدأت ملاحظات هست من قبل الدكتور دان ميليسافلجيفيك. حيث ذكر في بيان صحفي لوكالة ناسا عن عام 2013ek:
واضاف "انه قريب جدا من المكان الذي رصد في عام 2012 ويعتقد ان الحدثين مرتبطان فرصة اثنين من المستعرات العظمى المستقلة تماما وقريبة من نفس الفئة التي إنفجرت في غضون سنة واحدة من بعضها البعض هو حدث مستبعد جدا، ولكن المزيد من الملاحظات تدعم فكرة أن المستعرات الأعظم منفصلة - على الرغم من أنها قد تكون ذات صلة وثيقة ببعض حتى الآن.

## وصلات خارجية
- NGC 6984 على موقع ويكي سكاي: DSS2, SDSS, GALEX, IRAS, Hydrogen α, X-Ray, Astrophoto, Sky Map, Articles and images